# Pelargonie páskatá
Pelargonie páskatá (Pelargonium zonale) je kvetoucí, okrasná rostlina pěstovaná v zahradách od mírného po tropické pásmo. Je součásti širokého rodu pelargonie tvořeného asi 280 druhy a endemit Jihoafrické republiky. Roste tam v pobřežních provinciích, od jihu Západního Kapska přes Východní Kapsko po sever provincie KwaZulu-Natal v horských údolích, proláklinách a na úpatích skal v prostředí, kde po dlouhé období neprší a je sucho.

## Rozšíření
Asi roku 1700 byla semena pelargonie páskaté dopravena z Afriky do Leidenu v Nizozemsku, kde začala být pěstována v tamní botanické zahradě. Za několik let se dostala na Britské ostrovy, do Francie, Itálie i Španělska a stala se tam oblíbenou. Postupně doputovala na ostrovy Karibiku a okolo roku 1800 již byla známa v Severní Americe, kde ji pěstoval tehdejší americký president Thomas Jefferson. Dnes roste ve volné přírodě mnoha subtropických a tropických zemí a v chladnějších oblastech je pěstována ve sklenících.

## Ekologie
Pro zdárný růst potřebují všechny pelargonie dobře propustnou půdu s půdní reakci neutrální až mírně alkalickou a k dosažení kvalitních květů je nutné plně osvětlené a stanoviště dostatečné zásobené živinami. Ve své domovině a v oblastech kde v zimě neklesá teplota pod 0 °C rostou jako trvalky a vytvářejí polokeře.
Ve středoevropských podmínkách se na zahradách pěstují jako jednoleté, před příchodem zimy se ale mohou zdravé rostliny vytáhnou a po přezimování v chladu je lze na jaře opět vysadit. Při pěstování v místnosti rostou celoročně, při nižším osvětlení v zimním období je vhodné jim snížit teplotu i zálivku. Ani v létě nesmí být kořeny dlouhodobě podmáčeny a není vhodné rostliny rosit.

## Popis
Vytrvalá rostlina keřovitého vzrůstu, který za ideálních podmínek ve své domovině dorůstá do výše okolo 1 m. Její měkce chlupaté, dužnaté letorosty, které slouží jako zásobárna vody pro suché období, ve stáří od spodu dřevnatí. Je porostlá řapíkatými listy s okrouhlými nebo mělce pětilaločnými čepelemi, které mající v průměru 5 až 8 cm. Čepele jsou na svrchní straně řídce měkce .chlupaté a podél vroubkovaného okraje mají tmavý nebo červenavý pruh podkovitého tvaru.
Oboupohlavné květy v počtu až 70 jsou sdružené do bohatých okolíků s dlouhými, bezlistými stopkami rostoucími z úžlabí listů. Pětičetný kalich má 1 cm dlouhé, volné, trojhranné plátky. Koruna velká asi 3,5 cm je tvořena pěti obkopinatými plátky, horní z nich je přetvořen v tenkou, dutou ostruhu srůstající s květní stopkou. Korunní plátky bývají zbarvené do různých odstínů barvy růžové, červené nebo jsou bílé. V květu bývá pět až sedm tyčinek o třech různých délkách a několik patyčinek, gyneceum je tvořeno pěti plodolisty. Svrchní semeník obsahuje pět pouzder po dvou vajíčkách, z nichž po opylení dospěje v semeno jen jedno.
Plodem je rozpadavý zobanitý plod, který se při zrání dělí v 5 jednosemenných pouzder. Ta se od sebe i od středního sloupku postupně oddělují a napínají tak pružné osiny, které zralá semena vymršťují. Černá, hranatá semena jsou drobná, jeden gram obsahuje asi 250 semen.

## Rozmnožování
Rostliny se mohou rozmnožovat semeny nebo řízky. Při výsevu semen se obvykle nezachovávají všechny vyšlechtěné vlastností rodičů a nové rostlinky se od sebe různí, v praxi se tento způsob používá hlavně při získávání nových kultivarů. Byly však vyšlechtěny hybridy, jejichž prvé F1 generace si tyto vlastnosti zachovávají a mají vyrovnané potomstvo. Tvrdá semena se před výsevem skarifikují a při teplotě okolo 20 °C vyklíčí do 14 dnů.
Ke klasickému řízkování se používají dobře rostoucí a kvetoucí matečné rostliny, z jedné se získá pět až patnáct řízků. Lze je množit i tak, že rostliny rozřežeme na kousky s jedním listem, zasypeme půdou a ty ze spícího úžlabního pupenu vypustí kořeny. Novějším způsobem vegetativního rozmnožování, při kterém získáme velký počet identických jedinců, je tzv. mikropropagace rostlin kdy se využívají rostlinné explantáty.

## Význam
Původní druh pelargonie páskatá se v současnosti pro tržní využití téměř nepěstuje, má však jako jeden z rodičů velký význam pro vznik velké skupiny kříženců nazývaných Pelargonium × hortorum. Na vytvoření těchto hybridů se podílela společně s druhy Pelargonium frutetorum, Pelargonium iquinans, Pelargonium scandens a dalšími.
Všechny dnes prodávané pelargonie jsou rostliny vzniklé umělým křížením a šlechtěním. Takto získané květiny sice nevoní, ale mívají výraznější kresbu téměř celistvých listů, větší, četnější a lépe vybarvené a trvanlivější květy, kompaktnější vzrůst a jsou odolnější proti houbovým chorobám které jim hrozí při zvýšené vlhkosti. Byly takto vyšlechtěny, a stále se šlechtí, stovky a stovky nových kultivarů vhodných pro pěstování v květináčích nebo zahradách.

## Galerie

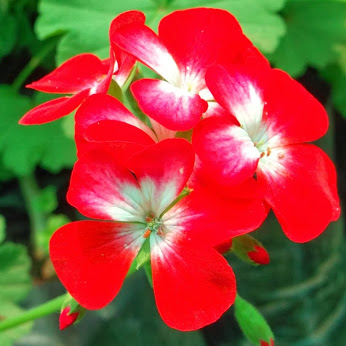
Pelargonium × hortorum
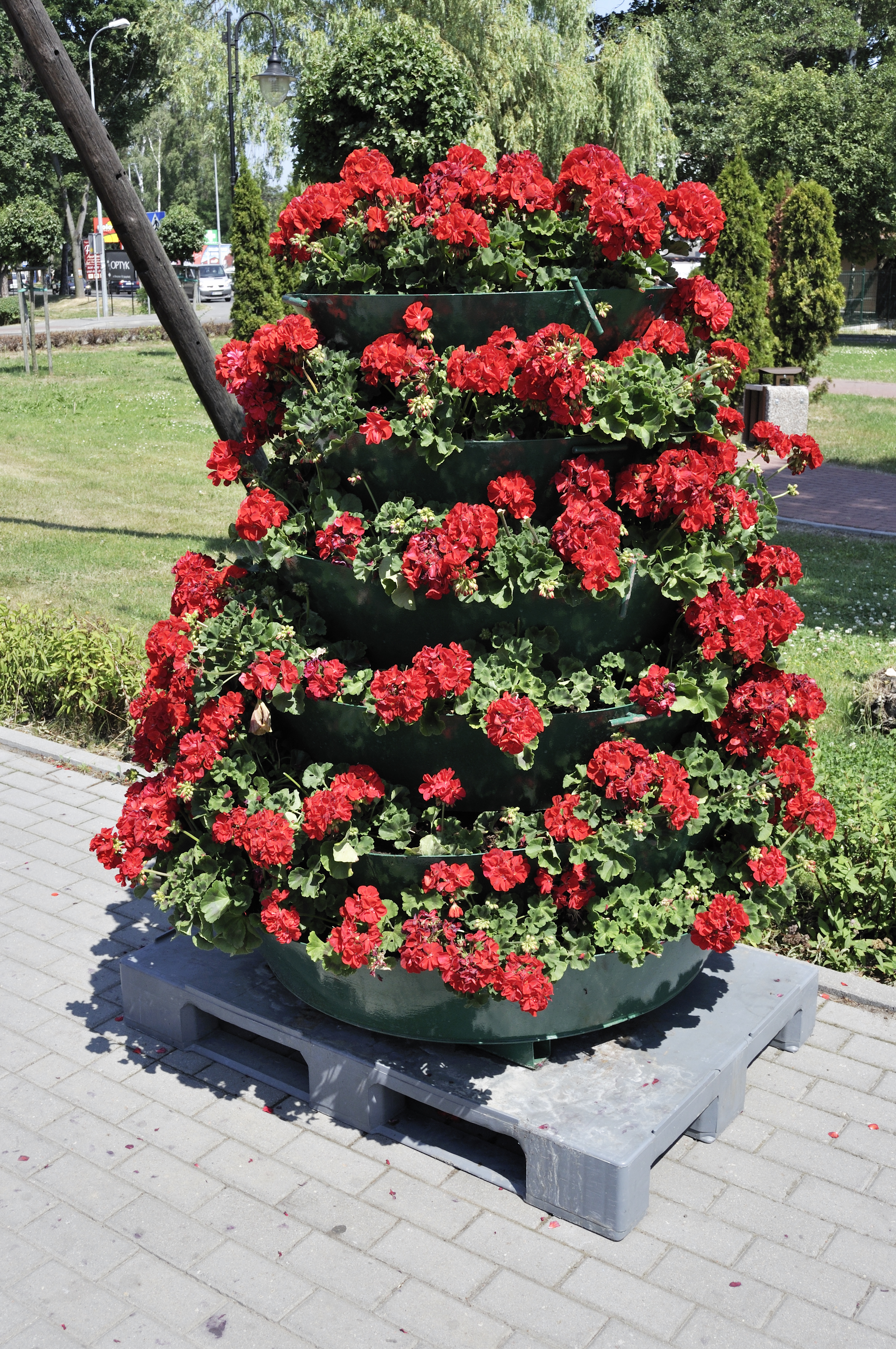
Parková výsadba
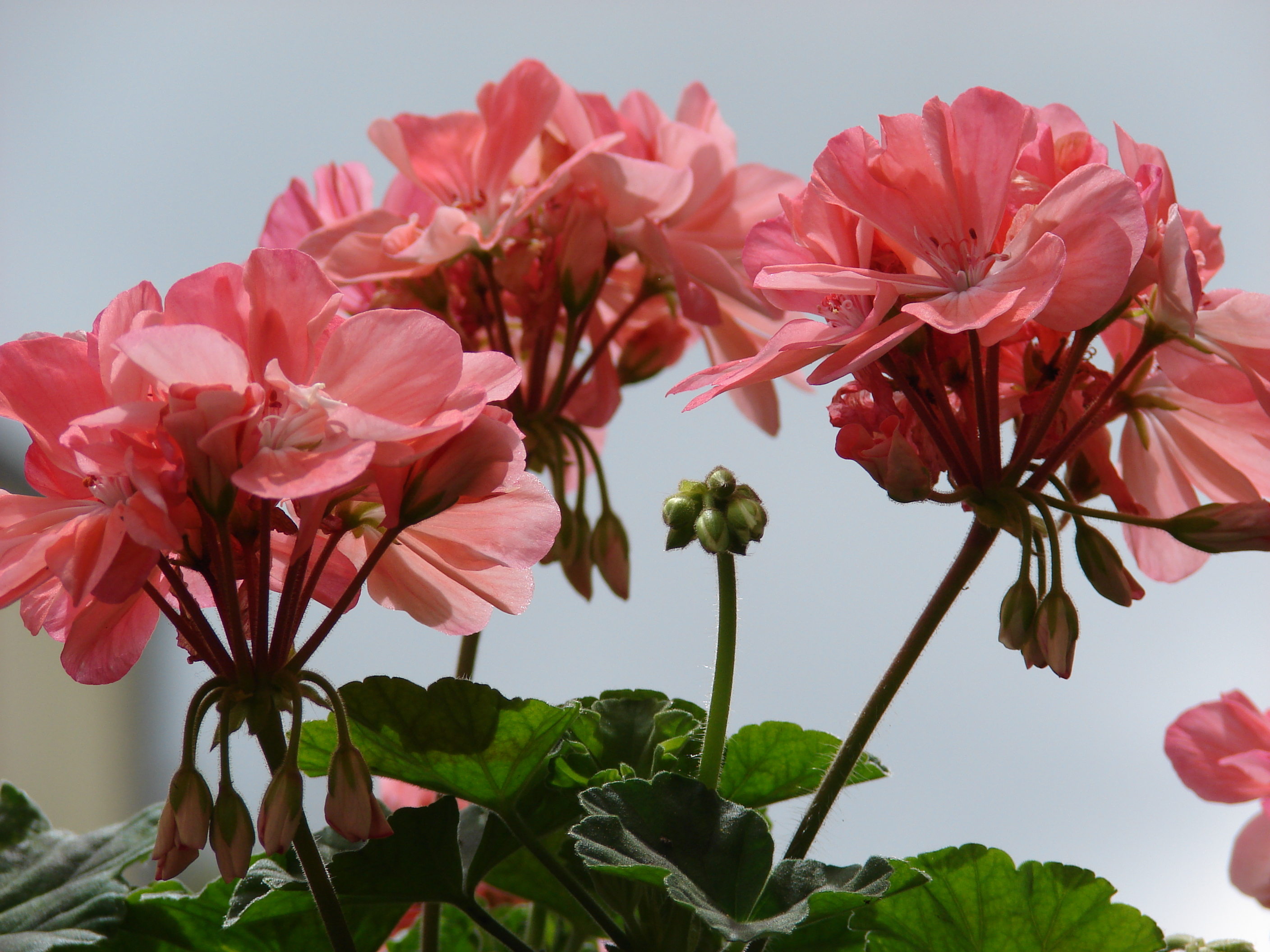
Květenství
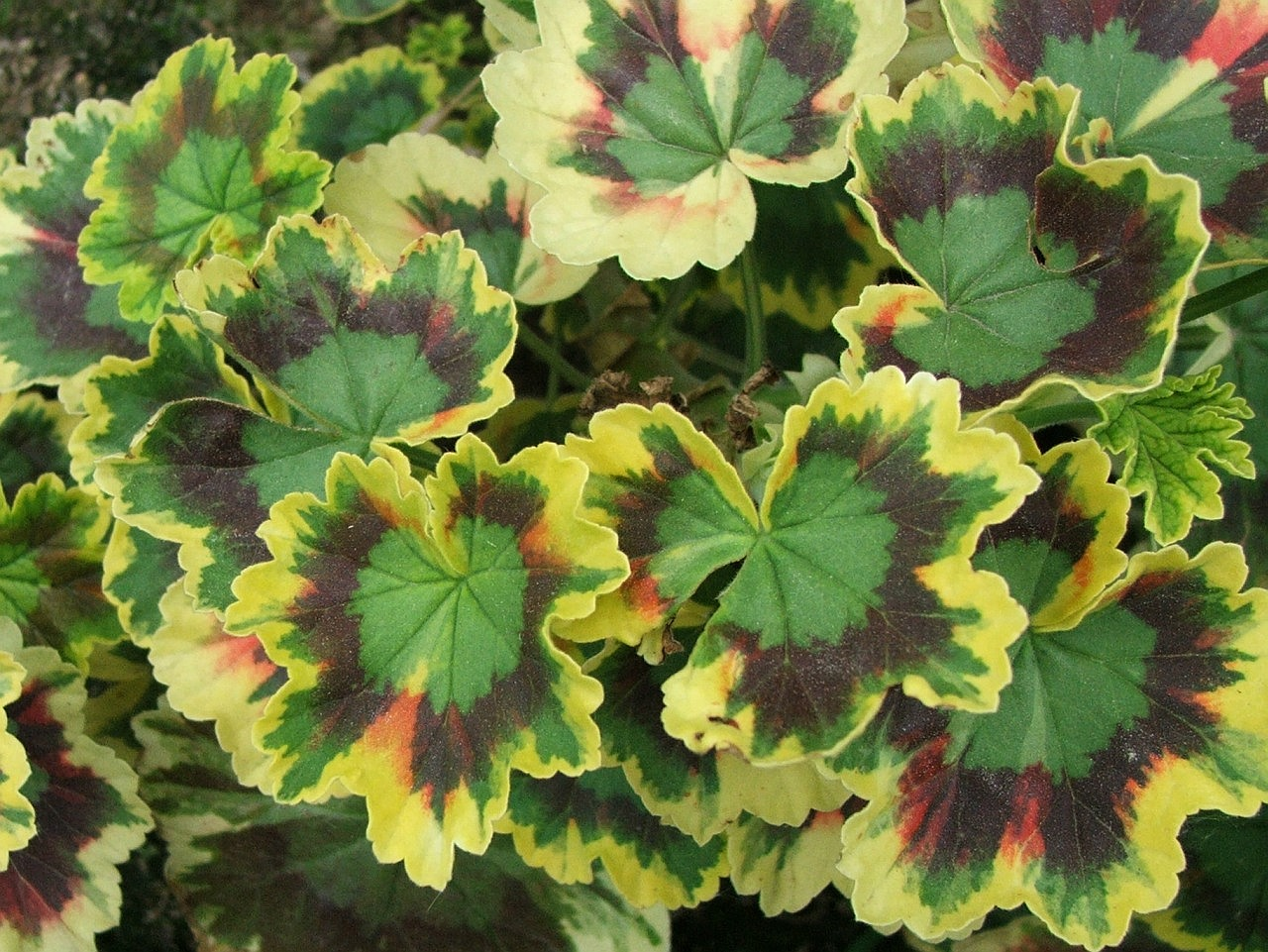
Typické listy